# Trenčín (region)
Trenčín (slovakiska Trenčiansky kraj) är en av Slovakiens åtta administrativa regioner, belägen i landets nordvästra del. Regionen som har en yta av 4 502 km² har en befolkning, som uppgår till 600 386 invånare (2005). Regionens huvudort är Trenčín och den består av nio distrikt (okresy).